# Pretty Ladies

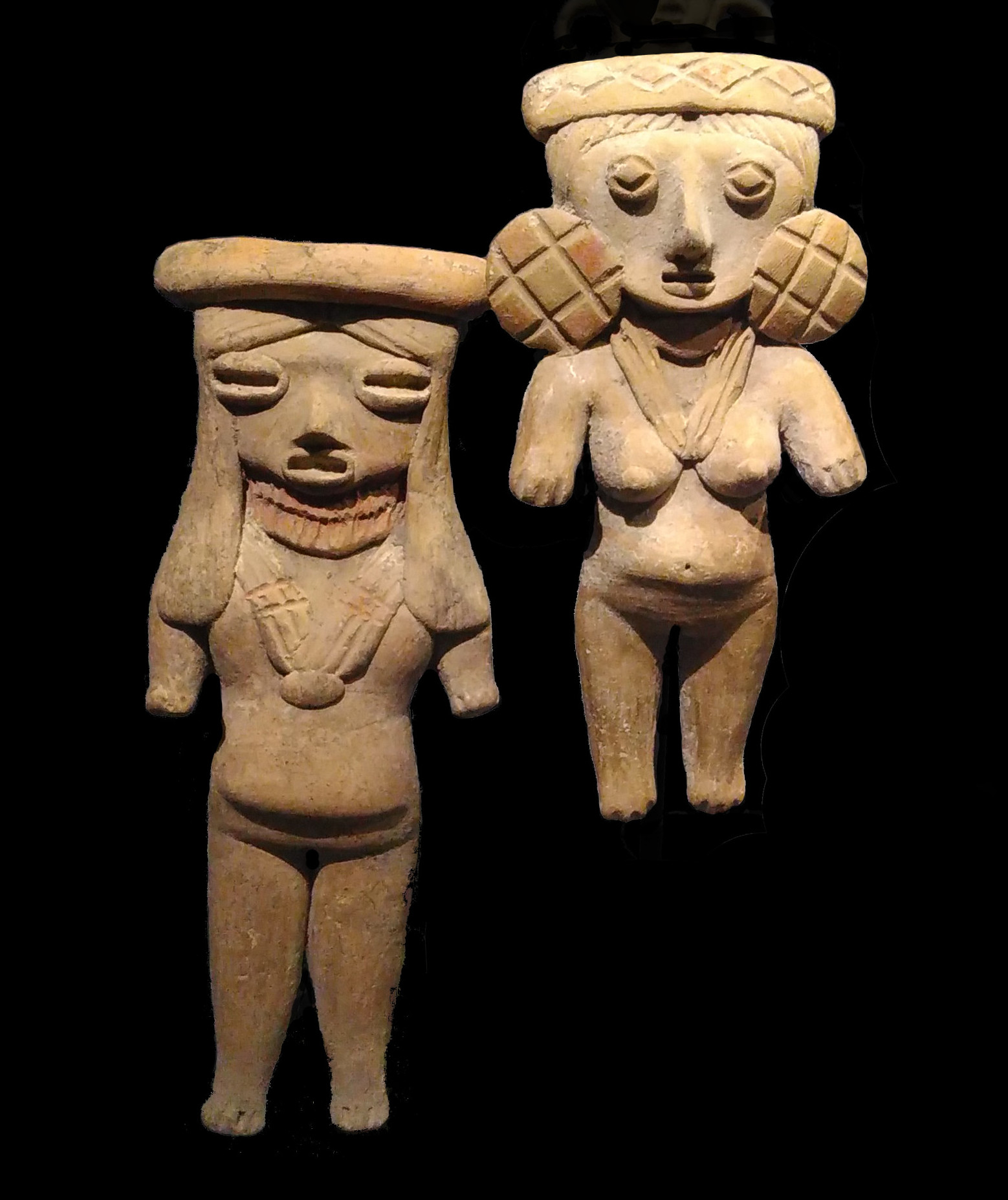
Estatuetas femininas encontradas no México em Guanajuato, identificadas como figuras de argila pré-clássicas da cultura Chupicuaro, 400-100 a.C., chamado de “Pretty Ladies” por alguns arqueólogos. Faz parte da coleção dos Museus Reais de Arte e História de Bruxelas

Pretty Ladies é o nome que os arqueólogos deram às estatuetas femininas pré-colombianas localizadas no México, das culturas Chupicuaro, Michoacan e Tlattlco no início do século XX.

## Pesquisa arqueológica e contexto
As estatuetas foram encontradas em pesquisas arqueológicas no início da década de 1930 por arqueólogos mexicanos e americanos. Na verdade, é a descoberta das estatuetas que levou à descoberta de sítios inteiros, como o de Tlatlico.
Existem muitas interpretações de qual era a função das figuras. Em algumas configurações, eles foram enterrados com cadáveres para garantir a ressurreição dos cadáveres.  Eles também representavam fertilidade, não necessariamente fertilidade humana, mas também fertilidade terrestre.

## Descrições
Essas estatuetas foram descritas de diferentes maneiras, destacando diferentes aspectos:
- “Mulheres com cabeças grandes, cinturas pequenas e quadris proeminentes”.[1]
- “Mulher nua com braços curtos, barriga estendida e um penteado ou touca chique”.[5]

## Problemas de nomenclatura
Essas figuras também são chamadas pelos arqueólogos de “figuras femininas nuas”, “garotas nuas”, “garotas e mulheres de topless” ou mesmo “Vênus Tlatlico" (por exemplo), que é problemático porque, ao fazê-lo, projetaram ideais sobre a cultura da qual essas figuras faziam parte, influenciados por representações europeias de beleza.
Além disso, a nomeação de figuras de barro foi feita de forma diferente para representações femininas e masculinas. As figuras masculinas equivalentes nunca foram chamadas de “senhores bonitos” ou “homens nus”, mesmo quando estavam tão nus quanto as figuras femininas, mas sim “homem”, “figura masculina”, “chefe”, etc.